# Миюшкович, Неманья
Неманья Миюшкович (черног. Немања Мијушковић; род. 4 марта 1992 года, Подгорица, Югославия) — черногорский футболист, защитник клуба «Медзь».

## Карьера

### Клубная
Футбольную карьеру начинал 2009 году в сербском ОФК из Белграда. В 2010 году перешёл в российский клуб «Динамо» Москва, год спустя был отдан в аренду в «Амкар». Во всех этих клубах не играл за основной состав.
В 2012 году перешёл в боснийский «Сараево». В 2013 году играл за «Рудар» Плевля. В 2015 году стал игроком македонского «Вардар», за клуб провёл 26 матчей, забил 2 мяча. В начале 2017 года подписал контракт с казахстанским клубом «Тараз». 1 января 2018 года перешёл в клуб РФПЛ «Тосно», дебютировал 29 апреля в гостевом матче 28 тура против «Ростова» (0:2).

### В сборной
В 2016 году дебютировал за национальную сборную Черногории.

## Достижения

### Командные
«Тосно»
- Обладатель Кубка России: 2017/2018